# Alp (potwór)
Alp – legendarna istota. Rodzaj wampira. Jest to tzw. wampir wyższy, przez niektórych nazywany także zmorą. Występuje zwykle pod postacią ludzkiej kobiety, potrafi się polimorfować w zwierzęta takie jak pies czy kot. Spotkać go można zwykle w okolicach wsi. Atakuje tylko nocą podczas pełni. Krew wysysa głównie ze śpiących istot, wgryzając się wstrzykuje w ciało ofiary usypiającą substancję, powodującą koszmary. Pojawia się między innymi w sadze o wiedźminie i Narrenturm Andrzeja Sapkowskiego, jako odmiana wampira (mężczyzna o białych włosach), oraz w grze komputerowej Heroes of Might and Magic III.
Alp wywodzi się z germańskiej mitologii, o czym świadczą terminy Alptraum (koszmar senny) i Alpdrück (postać z koszmaru, dusząca śpiącego, czyli Dusiołek).